# ديكر (حيوان)
الدَّيْكَر (الاسم العلمي: Cephalophinae) (بالهولندية: Duiker) فُصيلة من الظباء الأفريقية الصغيرة، وهي متخصصة بدرجة عالية ويمكن التعرف عليها بسهولة، اسمها مأخوذ من الكلمة الهولندية التي تعني «الغواص» وتشير إلى ممارستها الغوص داخل الشجيرات. متوطنة في جنوب الصحراء الكبرى.

## الأنواع
- Genus Cephalophus
  - ديكر آبوت، C. spadix
  - ديكر آدرز، C. adersi
  - ديكر الخليج، C. dorsalis
  - ديكر أسود، C. niger
  - ديكر أسود الجبهة، C. nigrifrons
  - ديكر بروك، C. brookei
  - ديكر هارفي، C. harveyi
  - ديكر جنتنك، C. jentinki
  - ديكر أوغلبي، C. ogilbyi
  - ديكر بيترز، C. callipygus
  - ديكر أحمر الجانب، C. rufilatus
  - ديكر الغابات الأحمر، C. natalensis
  - ديكر روينزوري، C. rubidis
  - ديكر وينز، C. weynsi
  - ديكر أبيض البطن، C. leucogaster
  - ديكر أبيض الساقين، C. crusalbum
  - ديكر أصفر الظهر، C. silvicultor
  - ديكر مخطط الظهر، C. zebra
- Genus Philantomba
  - ديكر أزرق، P. monticola
  - ديكر ماكسويل، P. maxwellii
  - ديكر والتر، P. walteri
- Genus Sylvicapra
  - ديكر شائع، S. grimmia

## اقرأ كذلك
- قائمة مزدوجات الأصابع حسب العدد